# Silpia Mała
Silpia Mała – wieś w Polsce położona w województwie świętokrzyskim, w powiecie włoszczowskim, w gminie Włoszczowa. Wieś wchodzi w skład sołectwa Silpia Duża.
W latach 1975–1998 miejscowość administracyjnie należała do województwa kieleckiego.